# Gare de Cousance
Gare de Cousance – przystanek kolejowy w Cousance, w departamencie Jura, w regionie Burgundia-Franche-Comté, we Francji.
Jest przystanekim kolejowym Société nationale des chemins de fer français (SNCF), obsługiwanym przez pociągi TER Franche-Comté.

## Położenie
Znajduje się na km 463,258 linii Mouchard – Bourg-en-Bresse. 

## Usługi
Jest obsługiwana przez pociągi TER Franche-Comté na trasie Besançon - Lyon.